# Греденер, Карл
Карл Георг Петер Греденер (нем. Karl Georg Peter Grädener; 14 января 1812, Росток — 10 июня 1883, Гамбург) — немецкий композитор, органист и хоровой дирижёр. Отец композитора Германа Греденера, дед математика Эрнста Сигизмунда Фишера.
Первоначально изучал право, затем в течение трёх лет играл на виолончели в Гельсингфорсе. В 1840-х гг. музикдиректор университета в Киле. В 1851—1861 гг. жил и работал в Гамбурге, где основал и возглавил женский хор; в этот период был дружен с Иоганнесом Брамсом — сообщается, что Брамс даже аккомпанировал хору Греденера. В 1862—1865 гг. преподавал вокал в Венской консерватории. Затем вновь руководил в Гамбурге хоровыми коллективами.
Греденеру принадлежит ряд органных, хоровых и камерных сочинений (в частности, струнных квартетов). Он был известен своей преданностью творческому наследию Иоганна Себастьяна Баха и даже попытками стилизовать баховскую манеру.
Именем Греденера в 1899 году названа улица (нем. Grädenerstraße) в Аймсбюттеле, пригороде Гамбурга.